# Liste der Monuments historiques in Cars (Gironde)
Die Liste der Monuments historiques in Cars (Gironde) führt die Monuments historiques in der französischen Gemeinde Cars auf.

## Liste der Bauwerke
| Bezeichnung      | Beschreibung              | Standort | Kennzeichnung | Schutzstatus | Datum | Bild |
| ---------------- | ------------------------- | -------- | ------------- | ------------ | ----- | ---- |
| Kirche St-Pierre | Erbaut im 11. Jahrhundert | (Lage)   | PA00083508    | Classé       | 1921  |      |